# Henry M. Sheffer
Henry Maurice Sheffer   (1 de septiembre de 1882 (Odessa, Rusia (ahora Ucrania))-17 de marzo de 1964 (Boston, Massachusetts, EE. UU.)) fue un lógico estadounidense.

## Vida y carrera
Henry Maurice Sheffer fue un judío polaco nacido en el oeste de Ucrania, que emigró a Estados Unidos en 1892 con sus padres y seis hermanos. Estudió en la Boston Latin School antes de ingresar a la Universidad de Harvard, aprendió lógica de Josiah Royce y completó su licenciatura en 1905, su maestría en 1907 y su doctorado en filosofía en 1908.
Sheffer fue becario postdoctoral en Harvard y luego enseñó en la Universidad de Washington, Cornell, la Universidad de Minnesota, la Universidad de Missouri y el City College de Nueva York durante un año en cada una. En 1916, fue contratado por Harvard como profesor de filosofía, donde permaneció hasta su jubilación en 1952. Scanlan (2000) es un estudio de la vida y obra de Sheffer.
Sheffer demostró en 1913 que el álgebra booleana podía definirse utilizando una única operación binaria primitiva, "no ambos... y...", ahora abreviada NAND, o su dual NOR, (en el sentido de "ni... ni" ). Asimismo, el cálculo proposicional podría formularse utilizando un único conectivo, teniendo la tabla de verdad ya sea de la lógica NAND, generalmente simbolizada con una línea vertical llamada trazo de Sheffer, o de su doble lógica NOR (generalmente simbolizada con una flecha vertical o con una daga). símbolo). Charles Peirce también había descubierto estos hechos en 1880, pero el artículo relevante no se publicó hasta 1933. Sheffer también propuso axiomas formulados únicamente en términos de su trazo.
Sheffer introdujo lo que ahora se conoce como el derrame cerebral de Sheffer en 1913; se hizo muy conocido sólo después de su uso en la edición de 1925 de los Principia Mathematica de Whitehead y Russell. El descubrimiento de Sheffer obtuvo grandes elogios de Bertrand Russell, quien lo utilizó ampliamente para simplificar su propia lógica, en la segunda edición de sus Principia Mathematica. Debido a este comentario, Sheffer era una especie de hombre misterioso para los lógicos, especialmente porque Sheffer, que publicó poco en su carrera, nunca publicó los detalles de este método, solo lo describió en notas mimeografiadas y en un breve resumen publicado. La Lógica Matemática de W. V. Quine también dio mucha importancia al trazo de Sheffer.
Un conectivo de Sheffer, posteriormente, es cualquier conectivo en un sistema lógico que funciona de manera análoga: uno en términos del cual se pueden expresar todos los demás conectivos posibles en el lenguaje. Por ejemplo, también se han desarrollado para lógicas modales y cuantificacionales.